# Баркалов Олексій Степанович
Олексі́й Степа́нович Барка́лов (рос. Алексей Степанович Баркалов, 18 лютого 1946, Введенка — 9 вересня 2004, Київ) — український спортсмен, ватерполіст, заслужений майстер спорту (1970 р.), заслужений тренер УРСР (1988 р.)

## Біографія
Випускник Харківського політехнічного інституту (1972), вищу школу МВС (1977 р.).
Народився 18 лютого 1946 року в селищі Введенці Чугуївського району Харківської області.
Виступав за харківське та київське «Динамо». Його ім'я занесене у книги рекордів Гінесса в 1993 році за 412 матчів, що були ним зіграні за збірну команду СРСР. У 1993 році введений до Міжнародного Залу Слави Плавання (International Swimmihg Hall of Fame).
Олімпійський чемпіон 1972 і 1980 років, срібний олімпійський призер 1968 року.
О.Баркалов, київський динамівець, інженер за фахом на Олімпіаді у Мюнхені виступав вдруге поспіль у складі збірної СРСР. На двох олімпіадах він закинув 24 м'ячі у ворота суперника.
З 1958 по 1993 роки в ДЮСШ № 2 функціонувало відділення водного поло. Його очолював заслужений тренер Смагаринський  Давид Зіновійович.  Вихованців Смагаринського Д. З. знала вся країна. В складі команди «Динамо» вони досягли значних успіхів. Славетні спортсмени :
- Баркалов Олексій - заслужений майстер спорту, срібний призер Олімпійських ігор в Мехіко, дворазовий переможець олімпійських ігор в Монреалі та Мюнхені, трикратний чемпіон Світу та чемпіонату Європи;
- Рожков Вадим — майстер спорту міжнародного класу, чемпіон Світу, переможець першості Європи. [Архівовано 18 жовтня 2018 у Wayback Machine.]
Працював тренером, заслужений тренер УРСР (1988 р.). Підготував Андрія Бєлофастова — бронзового призера Ігор XXV Олімпіади (1992 р.), Андрія Коваленка — бронзового призера Ігор XXV Олімпіади (1992 р.).
«Шматок глини стає витвором мистецтва тільки в руках талановитого скульптора. Те саме і в спорті. Які б здібності ти не мав, а без обдарованого тренера, такого як Смагаринський Давид Зіновійович, так і залишишся безформеним шматочком глини». Олексій Баркалов, дворазовий олімпійський чемпіон
Нагороджений орденами Дружби народів (1980 р.), «За заслуги» ІІІ ступеня (2002 р.).

Могила Олексія Баркалова

Помер 9 вересня 2004 року. Похований в Києві на Байковому кладовищі (ділянка № 49а).

## Цікаві факти
• Олексій Баркалов розпочинав свій шлях у спорт як плавець, відвідуючи секцію плавання. Добре грав в хокей, волейбол, а особливо в футбол.
• В 1972 році на Мюнхенській олімпіаді у груповому турнірі Олексій Баркалов був у складі радянської збірної у протистоянні з югославами. Під час гри ватерполіст отримав від суперника сильний удар ногою в вухо, внаслідок якого було розірвано барабанну перетинку. Розпочалася бійка югославських гравців із суддею, а радянську збірну заради уникнення зіткнення з югославами випустили з басейну лише о першій годині ночі. Наступного дня треба було змагатися зі збірною Німеччини. Олексію залили в вухо камфору, туго перебинтували голову, зверху натягнули дві гумові шапочки. Баркалову, який умовив тренера випустити його до води, вдалося переломити хід гри з німцями, забивши два голи й вирівнявши таким чином рахунок. Два інших голи пізніше забили товариші по команді.
• Тричі уник смерті від авіакатастроф. У травні 1972 року спортсмен мав летіти з Москви до Харкова, адже йому повідомили, що батько при смерті. Для Олексія Баркалова був заброньований ранковий рейс. Відчуваючи, що може не встигнути, він прибув до Шереметьєво і вблагав пустити його на вечірній рейс. Батько помер у нього на руках. Вранці він дізнався що рейс, який йому було заброньовано раніше, зазнав аварії, загинули всі 109 осіб, які летіли на АН-10А. Інші два рази пов'язані з загоранням та відмовою авіадвигунів. На щастя, пілотам вдавалося благополучно посадити літаки, в яких здійснював перельоти Олексій Баркалов.
• Мав гарне почуття гумору. Психолог збірної Арам Кастанян одного разу склав кросворд з улюблених висловів Олексія Баркалова. Він роздав його гравцям збірної, що летіли в Колумбію на чемпіонат світу 1975 року. Ватерполісти реготали на весь салон, розгадуючи зашифровані слова.